# Jacek Bąkowski (lekarz)

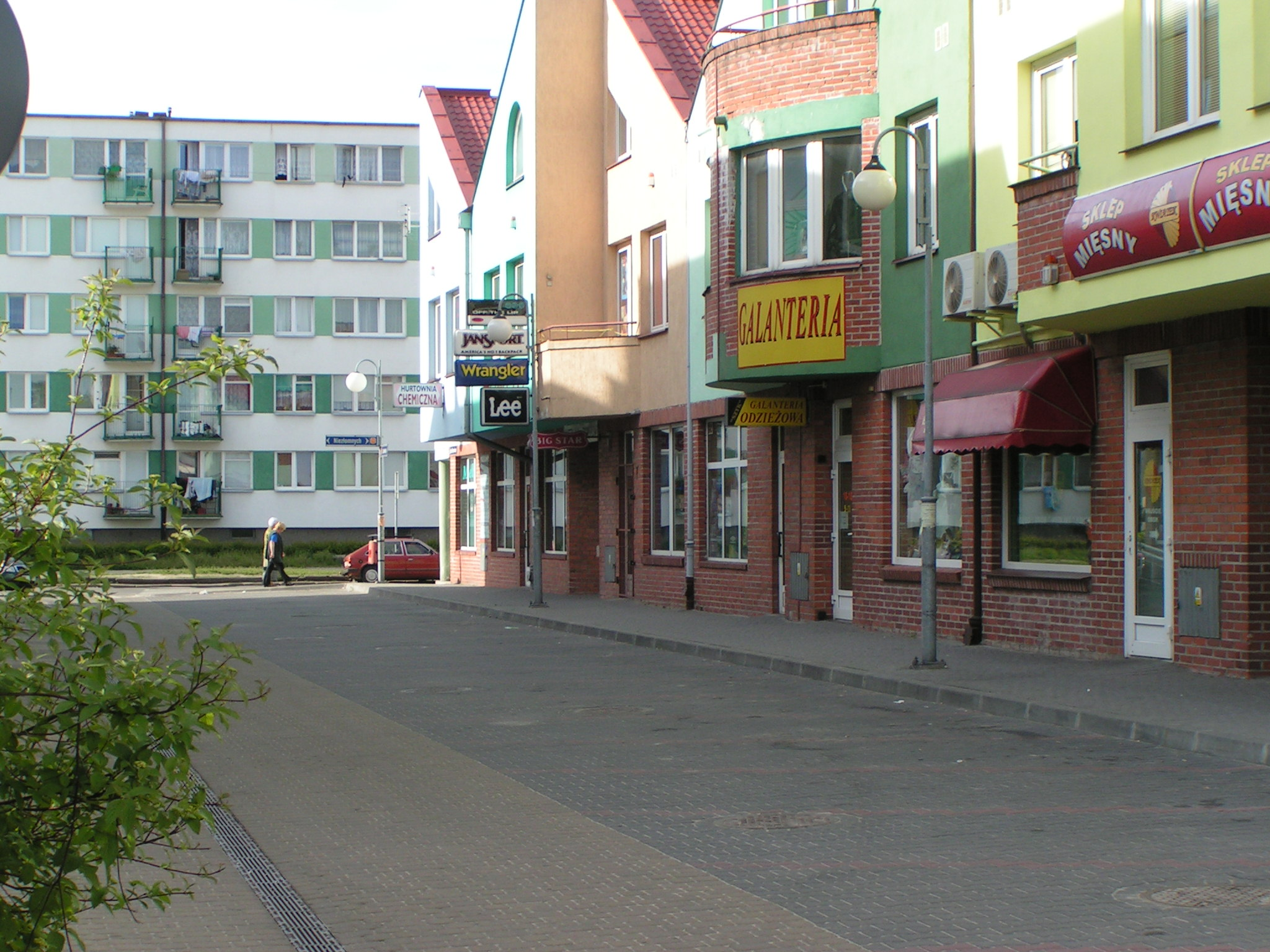
Fragment ulicy Jacka Bąkowskiego w Kole

Jacek Bąkowski (ur. 5 czerwca 1942 w Kuźnicy, zm. we wrześniu 1995 w Nepalu) – polski lekarz pediatra i podróżnik.

## Życiorys
Urodził się 5 czerwca 1942 roku w Kuźnicy koło Konina w rodzinie rolników. Ukończył szkołę podstawową w Wysokiem, a następnie uczęszczał do Liceum Ogólnokształcącego w Kole. W 1960 roku zdał maturę. Następnie wstąpił do seminarium duchownego, z którego jednak wkrótce zrezygnował.
W 1961 rozpoczął studia na Wydziale Lekarskim Akademii Medycznej w Poznaniu, ukończył je w 1967. Po ukończeniu studiów rozpoczął pracę w Kole, na oddziale dziecięcym miejscowego szpitala. W 1973 roku uzyskał specjalizację w zakresie pediatrii, a 6 lat później w zakresie patomorfologii. W latach 70. był też lekarzem zakładowym w Zakładach Mięsnych w Kole i Polskich Kolejach Państwowych. Przez pewien czas był też kierownikiem Powiatowej Stacji Sanitarno-Epidemiologicznej, pracował również w Polskim Czerwonym Krzyżu.
Biegle władał językami rosyjskim, angielskim, niemieckim, włoskim, holenderskim i szwedzkim. W 1981 roku uzyskał patent żeglarza jachtowego. Zmarł nagle we wrześniu 1995 roku podczas wyprawy do Nepalu. Urna z jego prochami spoczęła na cmentarzu rzymskokatolickim w Kole.

## Życie prywatne
24 września 1966 roku zawarł związek małżeński z Elżbietą Strembską. Mieli trójkę dzieci.

## Upamiętnienie
Od 1996 roku jego imię nosi ulica na Osiedlu Warszawskim w Kole.

## Odznaczenia
- Srebrny Krzyż Zasługi (1976)[1]